# Hafik
Hafik là một huyện thuộc tỉnh Sivas, Thổ Nhĩ Kỳ. Huyện có diện tích 2404 km² và dân số thời điểm năm 2007 là 9519 người, mật độ 4 người/km².